# JNN九州・沖縄ドキュメント ムーブ
『JNN九州・沖縄ドキュメント ムーブ』（ジェイエヌエヌきゅうしゅう・おきなわドキュメント ムーブ）は、JNN九州・沖縄のブロックネット（e-JNN）で放送されているドキュメンタリー番組。

## 概要
2002年10月に放送開始。前番組はアートネイチャーの一社提供で放送されていた『電撃黒潮隊』。
毎年年末（局により新年1回目）の放送では、『電撃黒潮隊』や『窓をあけて九州』などと同様に作品コンクール最優秀作品をアンコール放送する。2009年からは、TBSテレビ、および九州以外のJNN系列が制作する回も登場するようになった（過去に東北放送、テレビユー山形、テレビユー福島、テレビ山梨、静岡放送、毎日放送＜大阪＞、あいテレビ＜愛媛＞、中国放送＜広島＞が製作したものが放送されている）。また、九州・沖縄ブロック以外でも単発で放送された例がある。
番組のオープニングとエンディングには元ちとせの「語り継ぐこと」が流れる。
1. ↑  公式サイトの過去の放送一覧を参照。

## 正式タイトル
※基本的に、2007年までは「ムーブ○○○○」として、「○○○○」の中に西暦の年号が入る。2008年以降は年号が取れ、「JNN九州沖縄ドキュメント ムーブ」となる。
- 2002年：ムーブ2002
- 2003年：ムーブ2003（途中でタイトルロゴが正式に現行のものとなる）
- 2004年：ムーブ2004
- 2005年：ムーブ2005
- 2006年：ムーブ2006
- 2007年：ムーブ2007
- 2008年以降：JNN九州・沖縄ドキュメント ムーブ

## ネット局
放送曜日は全て日曜。
| 放送対象地域 | 放送局      | 系列              | 放送時間（JST）                 | 放送時差       | 備考   |
| ------------ | ----------- | ----------------- | ------------------------------- | -------------- | ------ |
| 福岡県       | RKB毎日放送 | TBS系列 e-JNN加盟 | 5:15 - 5:45                     | （基準）       | 幹事局 |
| 長崎県       | 長崎放送    | TBS系列 e-JNN加盟 | 25:20 - 25:50（月 1:20 - 1:50） | 20時間5分遅れ  |        |
| 熊本県       | 熊本放送    | TBS系列 e-JNN加盟 | 4:30 - 5:00                     | 45分先行       |        |
| 大分県       | 大分放送    | TBS系列 e-JNN加盟 | 25:20 - 25:50（月 1:20 - 1:50） | 20時間5分遅れ  |        |
| 宮崎県       | 宮崎放送    | TBS系列 e-JNN加盟 | 24:50 - 25:20（月 0:50 - 1:20） | 19時間35分遅れ |        |
| 鹿児島県     | 南日本放送  | TBS系列 e-JNN加盟 | 5:35 - 6:05                     | 20分遅れ       |        |
| 沖縄県       | 琉球放送    | TBS系列 e-JNN加盟 | 24:50 - 25:20（月 0:50 - 1:20） | 19時間35分遅れ |        |

※2022年現在では全局同日（放送日付上）放送で、RKK以外は全てrkbから遅れ放送を実施している（放送時差はrkbを基準とする）。編成の都合上で放送時間や遅れ日数が変動することもある。

### 過去のネット局
- テレビ山口
  - 日曜深夜に放送されていたが、2007年12月いっぱいで終了。ただし、2010年以降、『JNNルポルタージュ』→『JNNドキュメンタリー ザ・フォーカス』→『ドキュメンタリー「解放区」』のプログラムのひとつとして放送されることがある。

### 単発で放送した局
- 中国放送
  - 2009年12月12日深夜（日付の上では13日未明）に、RKB制作「俺の敵は暴力主義〜ペシャワール会・中村哲の闘い〜」（RKBでは同年10月26日深夜放送分）を放送した。
- TBSテレビ
  - 同じドキュメンタリー番組である『報道の魂』にて以下の作品が放送された。同番組は2010年より放送枠を月1回から月2回に拡充しており、それ以降はお互いのソフトを交換する形で本番組の作品を放送する機会が増えている。
    - 2010年1月10日深夜（日付の上では11日未明）
      - RKB製作「未来へのノーサイド〜東福岡高校ラグビー部・谷崎重幸監督〜」（RKBでは2009年12月20日深夜放送）

    - 2010年3月7日深夜（日付の上では8日未明）
      - RKK製作「ひとりじゃないよ!ホームレスからの脱却助けます」（RKKでは2009年6月24日深夜放送）

    - 2010年3月21日深夜（日付の上では22日未明）
      - OBS製作「村山談話 15年目の対話」（OBSでは同年2月28日深夜放送）

    - 2010年8月1日深夜（日付の上では2日未明）
      - RKB製作「引き裂かれた家族〜フィリピン残留日本人の戦後〜」（RKBでは同年3月28日深夜放送）

    - 2010年11月7日深夜（日付の上では8日未明）
      - RKB製作「野球に生きる〜休部を乗り越えて〜」（RKBでは同年10月10日深夜放送）

    - 2011年2月6日深夜（日付の上では7日未明）
      - RBC製作「私が罪を犯す理由」（RBCでは2010年9月19日深夜放送）

    - 2011年3月6日深夜（日付の上では7日未明）
      - OBS製作「君に届け!熱き歓声〜音のないラガーマンの挑戦〜」（OBSでは2010年12月12日深夜放送）

    - 2011年3月20日深夜（日付の上では21日未明）
      - RKB製作「待たせたな 甲子園」（RKBでは同年2月20日深夜放送）

## テーマ曲
- 元ちとせ「語り継ぐこと」

## 関連番組
- 窓をあけて九州 - 琉球放送以外の各局で共同制作。九州電力協賛。
- 報道の魂 - 東京・TBSテレビで月に2回のペースで放送されているドキュメンタリー番組で、月に1回のペースで本番組にも放送されている。地方局に向けての『JNNルポルタージュ』としての内容は『報道の魂』と同じ。
- 世界一の九州が始まる!